# Den boeck vanden heilighen sacramente vander nyeuwervaert

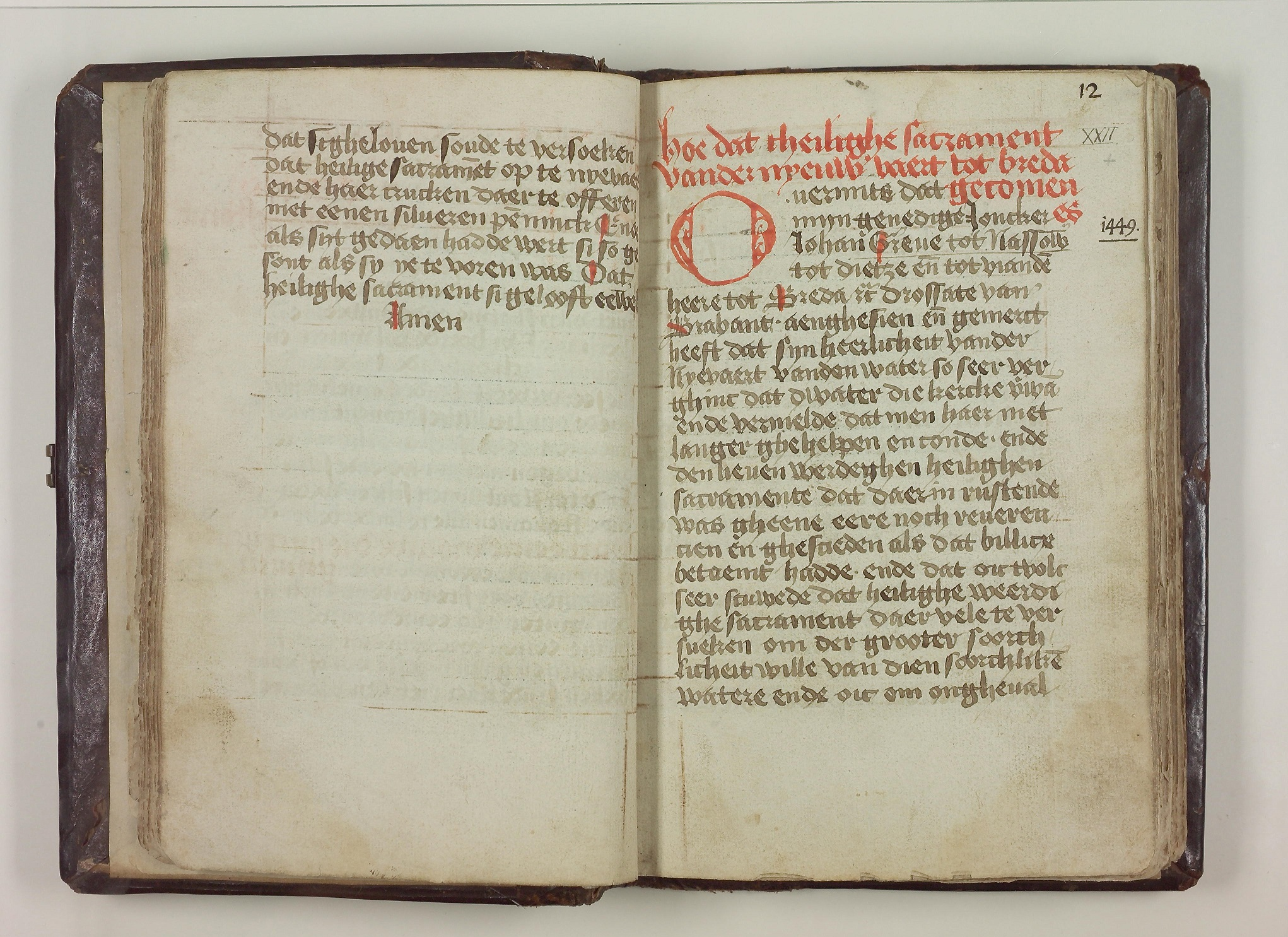
Een pagina uit het laatmiddeleeuwse verzamelhandschrift, Breda ca. 1530.

Den boeck vanden heilighen sacramente vander nyeuwervaert is een verzamelhandschrift, vervaardigd omstreeks 1520-1540 in opdracht van het Gilde van het Sacrament van Niervaert. Het wordt bewaard in het Stadsarchief Breda. 

## Inhoud
Het boek bevat de volgende inhoud:
- De kroniek van de vinding van de hostie en de wonderen die in Niervaert en Breda zijn gemeld (fol. 1-22)
- De caert (het oprichtingsreglement uit 1463) van het Gilde vanden heiligen ghebenediden Sacramente en vand Nyeuwervaert (fol 23-24)
- Een verklarend gedicht van de voorstellingen die zijn afgebeeld op het Sacramentsretabel van Niervaert, geschreven door de Brugse rederijker Anthonis de Roovere, die stierf op 16 mei 1482 (fol. 25-27)
- Het Spel vanden heilighen sacramente vander Nyeuwervaert, geschreven door de Brusselse stadsdichter Jan Smeken (fol. 27-69)
- Een gebed ter ere van het Sacrament van Niervaert in het Latijn en in het Nederlands (fol. 71-73)
- Een gedicht onder de titel Tlof vant heilich Sacrament vander Nyeuwervaert ende van mirakel geschreven door de Brugse rederijker Anthonis de Roovere (fol. 73-76)
- Afschriften van schuldbrieven en legaten ten gunste van het Gilde van het Sacrament van Niervaert (fol. 80-103)

## Zeldzaamheid
Het handschrift bevat de enige overlevering van het Spel vanden heilighen sacramente vander Nyeuwervaert, een van de zes toneelstukken in het genre Sacramentsspelen die in Europa bewaard zijn gebleven. Het handschrift dateert uit circa 1540. Tijdens de Beeldenstorm van 1566 gingen niet alleen missalen en andere kerkboeken verloren, soms werden complete bibliotheken vernietigd. Het handschrift heeft niet alleen de Beeldenstorm, maar ook oorlogen, stadsbranden en oproeren overleefd. Het handschrift is in 2022 gerestaureerd door boekrestauratieatelier De Valk in Middelburg. 

## Tentoonstelling
Het handschrift was in 2022 te zien in de tentoonstelling "600 jaar rederijkers" in het Stadsmuseum te Aalst.

## Tekstuitgave
W.J.M.A. Asselbergs & A.P. Huysmans, Het Spel vanden Heilighen Sacramente vander Nyeuwervaert, Zwolle: Tjeenk Willink, 1955.